# Truncocolumella rubra
Truncocolumella rubra är en svampart som beskrevs av Zeller 1939. Truncocolumella rubra ingår i släktet Truncocolumella och familjen Suillaceae.   Inga underarter finns listade i Catalogue of Life.